# Ailsa McGown Clark
Ailsa McGown Clark (1926 – 24 september 2014) was een Brits zoöloog, gespecialiseerd in stekelhuidigen. Ze werkte haar hele loopbaan voor het Natural History Museum. Ze was niet verwant aan een van de andere Clarks die aan stekelhuidigen werkten.

## Levensschets
Ailsa McGown Clark werd in 1926 geboren. Ze was vanaf 1948 scientific officer in het Department of Zoology bij het British Museum (Natural History), belast met de stekelhuidigen. In 1953 volgde haar promotie tot senior scientific officer; in 1958 werd ze principal scientific officer. In 1986 ging ze met pensioen. Ze bleef daarna echter nog wel actief in haar vakgebied, getuige onder meer de publicaties die nog na 1986 van haar verschenen. Haar belangrijkste bijdragen aan de wetenschap zijn de verschillende revisies van groepen stekelhuidigen die ze meestal in samenwerking met andere onderzoekers publiceerde. Daaronder Clark & F.W.E. Rowe (1971), Clark & J. Courtman-Stock (1976), en Clark & M.E. Downey (1992).

## Vernoemingen
Aslia Rowe, 1970, een anagram, Ophiothrix ailsae Tommasi, 1970.

## Publicaties
| 1951. | On some echinoderms in the British Museum (Natural History). Annals and Magazine of Natural History ser 12, 4: 1256-1268 |
| 1952. | On some specimens of the family Porcellanasteridae (Asteroidea) in the British Museum (Natural History). Annals and Magazine of Natural History ser. 12, 5: 945-953 |
| -     | Some echinoderms from Southern Africa. Transactions of the Royal Society of South Africa 33(2): 193-221 |
| 1953. | A revision of the genus Ophionereis (Echinodermata, Ophiuroidea). Proceedings of the Zoological Society of London 123(1): 65-94 |
| -     | Notes on asteroids in the British Museum (Natural History). III. Luidia. IV. Tosia and Pentagonaster. Bulletin of the British Museum (Natural History), Zoology 1(12): 379-411; BHL |
| 1954. | met A.H. Clark. A revision of the sea-stars of the genus Tethyaster. Smithsonian Miscellaneous Collections 122(11): 1-27; BHL |
| 1955. | Echinodermata of the Gold Coast. Journal of the West African Science Association 1: 16-56 |
| 1956. | A note on some species of the family Asterinidae (Class Asteroidea). Annals and Magazine of Natural History ser. 12, 9: 374-383 |
| 1962. | Asteroidea. British, Australian, and New Zealand Antarctic Research Expedition (1929-1931) Reports Series B. Zoology and Botany 9: 1-104 |
| -     | Starfishes and their relations |
| -     | met C.W. Wright. A new genus and species of recent starfishes belonging to the aberrant family Sphaerasteridae, with notes on the possible origin and affinities of the family. Annals and Magazine of Natural History ser. 13, 5: 243-251 |
| 1963. | A note on Patiria ocellifera Gray 1847 (Asteroidea). Doriana 3(127): 1-9 |
| -     | Proposed rejection of nine specific names of Holothurioidea (Echinodermata) Z.N.(S.) 1587. Bulletin of Zoological Nomenclature 2(5): 383-387; BHL |
| 1965. | met P.S. Davies. Echinoderms of the Maldive Islands. Annals and Magazine of Natural History ser. 13, 8(94): 597-612 |
| -     | Japanese and other ophiuroids from the collections of the Munich museum. Bulletin of the British Museum (Natural History), Zoology 13(2): 39-71; BHL |
| -     | met H.G. Owen. Eucidaris Pomel, 1883, Papula Bayle, 1878, Cidaris papillataconoidea Parkinson, 1811, and Cidaris savignyi Audouin, 1826, proposed suppression; coupled with validation of Eucidaris Doderlein, 1887, Stereocidaris Pomel, 1883, and Diadema savignyi Michelin 1845 (Class Echinoidea). Z.N. (S.) 1705. Bulletin of Zoological Nomenclature 22(4): 237-242; BHL |
| 1966. | Some crinoids from New Zealand waters. New Zealand Journal of Science 9(3): 684-705 |
| -     | Echinodermata. Port Phillip Survey 1957-1963. Memoirs of the National Museum of Victoria 27: 289-384; BHL |
| 1967. | Notes on the family Ophiotrichidae (Ophiuroidea). Annals and Magazine of Natural History ser. 13, 9: 637-655 |
| -     | Crinoids of the Zoological Collection of the Bavarian State. Veröffentlichungen der zoologischen Staatssammlung München 11: 151–174; BHL |
| -     | Echinoderms from the Red Sea. Part 2. Crinoids, Ophiuroids, Echinoids and more Asteroids. (Israel South Red Sea Expedition, 1962, Reports) Sea Fisheries Research Station Haifa Bulletin (1966) 41: 26-58 |
| -     | Notes on Asteroids in the British Museum (Natural History) V. Nardoa and some other ophidiasterids. Bulletin of the British Museum (Natural History), Zoology 15(4): 167-198; BHL |
| -     | Proposals for stabilization of the names of some common European Ophiuroidea Z.N.(S.) 1772. Bulletin of Zoological Nomenclature 24(1): 41-49; BHL |
| -     | met F.W.E. Rowe. Proposals for stabilization of the names of certain genera and species of Holothurioidea Z.N.(S.) 1782. Bulletin of Zoological Nomenclature 24(2): 98-115; BHL |
| -     | met A.H. Clark. A Monograph of the Existing Crinoids. Volume 1: The Comatulids; Part 5 - Suborders Oligophreata (Concluded) and Macrophreata. Smithsonian Institution United States National Museum Bulletin 82: 1-860; BHL |
| 1968. | Notes on some tropical Indo-Pacific ophiotrichids and ophiodermatids (Ophiuroidea). Bulletin of the British Museum (Natural History), Zoology 16(7): 277-322; BHL |
| 1970. | Echinodermata. Crinoidea. Marine invertebrates of Scandinavia 3: 1–55 |
| -     | Notes on the family Amphiuridae (Ophiuroidea). Bulletin of the British Museum (Natural History), Zoology 19(1): 1-81; BHL |
| -     | The name of the starfish Anthenea acuta (Perrier), preoccupied. Proceedings of the Linnean Society of New South Wales 95(423): 157; BHL |
| 1971. | met F.W.E. Rowe. Monograph of shallow-water Indo-west Pacific Echinoderms. Trustees of the British Museum (Natural History): 1-238, pl. 1-30 |
| 1972. | Some Crinoids from the Indian Ocean. Bulletin of the British Museum (Natural History), Zoology 24(2): 73-156; BHL |
| 1973. | Some new taxa of recent stalked Crinoidea. Bulletin of the British Museum (Natural History), Zoology 25(7): 265–288; BHL |
| 1974. | Notes on some Echinoderms from southern Africa. Bulletin of the British Museum (Natural History), Zoology 26(6): 421-487; BHL |
| 1975. | The Swain Reefs Expedition: Crinoidea. Records of the Australian Museum 29(13): 391–406 |
| 1976. | met J. Courtman-Stock. The echinoderms of Southern Africa. British Museum (Natural History) Publ. No. 766: 1-277 |
| -     | met R.V. Melville. Ophiolepis Müller & Troschel, 1840; request for designation of a type-species under the plenary powers. Z.N.(S.) 2097. Bulletin of Zoological Nomenclature 32: 268-269; BHL |
| -     | met P.E. Gibbs & C.M. Clark. Echinoderms from the northern region of the Great Barrier Reef, Australia. Bulletin of the British Museum (Natural History), Zoology 30(4): 101-148; BHL |
| -     | Asterozoa from Amsterdam and St. Paul Islands, southern Indian Ocean. Bulletin of the British Museum (Natural History), Zoology 30(6): 247-261; BHL |
| 1977. | Starfishes and related echinoderms |
| -     | Notes on deep-water Atlantic Crinoidea. Bulletin of the British Museum (Natural History), Zoology 31(4): 157–186; BHL |
| -     | The South African Museum's Meiring Naude cruises. Part 4. Echinoderms. Annals of the South African Museum 73(6): 133-147; BHL |
| 1980. | Crinoidea collected by the Meteor and Discovery in the NE Atlantic. Bulletin of the British Museum (Natural History), Zoology 38(4): 187-210; BHL |
| -     | Some Ophiuroidea from the Seychelles islands and Inhaca, Mozambique. Revue de Zoologie Africaine 94(3): 533-558; VLIZ |
| 1981. | Notes on Atlantic and other Asteroidea. 1. Family Benthopectinidae. Bulletin of the British Museum (Natural History), Zoology 41(3): 91-135; BHL |
| 1982. | Notes on Atlantic Asteroidea. 2. Luidiidae. Bulletin of the British Museum (Natural History), Zoology 42(3): 157-184; BHL |
| -     | Revised proposals for stabilization of the names of certain genera and species of Holothurioidea Z.N.(S.) 1782. Bulletin of Zoological Nomenclature 39(1): 29-35; BHL |
| 1983. | met J.D. Gage, M. Pearson, G.L.J. Paterson & P.A. Tyler. Echinoderms of the Rockall Trough and adjacent areas. I. Crinoidea, Asteroidea and Ophiuroidea. Bulletin of the British Museum (Natural History), Zoology 45(5): 263-308; BHL |
| -     | Notes on Atlantic and other Asteroidea. 3. The families Ganeriidae and Asterinidae, with a description of a new asterinid genus. Bulletin of the British Museum (Natural History), Zoology 45(7): 359–380; BHL |
| 1984. | Notes on Atlantic and other Asteroidea. 4. Families Poraniidae and Asteropseidae. Bulletin of the British Museum (Natural History), Zoology 47(1): 19–51; BHL |
| 1987. | Notes on Atlantic and other Asteroidea. 5. Echinasteridae. Bulletin of the British Museum (Natural History), Zoology 53(2): 65-78; BHL |
| -     | Case 2131. Asterias squamata Delle Chiaje, 1828 (currently Amphipholis squamata; Echinodermata, Ophiuroidea): proposed conservation of the specific name. Bulletin of Zoological Nomenclature 44(4): 246-247; BHL |
| 1989. | An index of names of recent Asteroidea, part 1: Paxillosida and Notomyotida, in: Jangoux, M. & Lawrence, J.M. (Ed.) (1989). Echinoderm Studies 3: 225-347 |
| 1992. | Starfishes of the Atlantic. Chapman & Hall Identification Guides, 3; met Maureen E. Downey |
| 1993. | An index of names of recent Asteroidea, part 2: Valvatida, in: Jangoux, M. & Lawrence, J.M. (Ed.) (1993). Echinoderm Studies 4: 187-366 |
| 1995. | The echinoderms of Southern China / geredigeerd door Yulin Liao and Ailsa McGown Clark |
| 1996. | On a new species of Ophidiaster (Echinodermata: Asteroidea) from southern China. Bulletin of the Natural History Museum, Zoology Series 62(1): 37-39; BHL |
| -     | An index of names of recent Asteroidea, part 3. Velatida and Spinulosida, in: Jangoux, M. & Lawrence, J.M. (Ed.) (1996). Echinoderm Studies 5: 183-250 |
| 2001. | An index of names of recent Asteroidea, part 4. Forcipulatida and Brisingida, in: Jangoux, M. & Lawrence, J.M. (Ed.) (2001). Echinoderm Studies 6: 229-347 |

- Biblioteca Nacional de España: XX1239763
- Gemeinsame Normdatei: 1145162878
- International Standard Name Identifier: 0000 0000 8137 2455
- Library of Congress Control Number: n50038664
- Nationale Bibliotheek van Israël: 987007446493505171
- Nederlandse Thesaurus van Auteursnamen: 278577466
- Virtual International Authority File: 57857798
- WorldCat: E39PBJk8XrkTVxfhGwqfHf4cyd